# Onitis naviauxi
Onitis naviauxi är en skalbaggsart som beskrevs av Yves Cambefort 1988. Onitis naviauxi ingår i släktet Onitis och familjen bladhorningar. Inga underarter finns listade i Catalogue of Life.